# Uzur Dzhuzupbekov
Uzur Dzhuzupbekov (Biškek, 12 aprile 1996) è un lottatore kirghiso, specializzato nella lotta greco-romana.

## Palmarès
- Campionati asiatici

Bangkok 2016: bronzo nei 98 kg.
Biškek 2018: bronzo nei 97 kg.
Xi'An 2019: oro nei 97 kg.
Ulaanbaatar 2022: oro nei 98 kg.
- Giochi asiatici

Giacarta 2018: bronzo nei 97 kg
- Giochi asiatici indoor e di arti marziali

Ashgabat 2017: argento nei 98 kg.
- Giochi della solidarietà islamica

Baku 2017: argento nei 98 kg.